# Ferrofluid

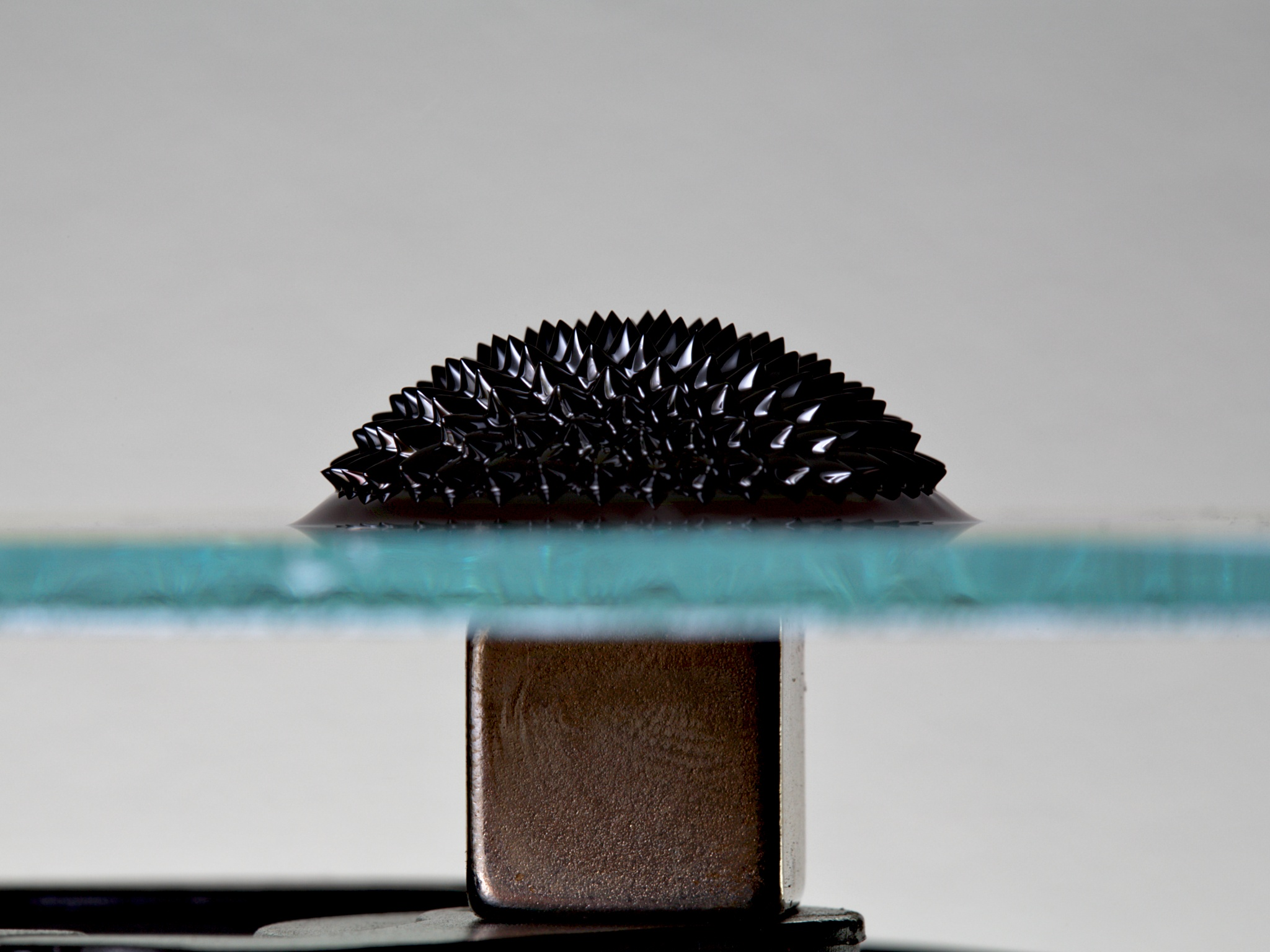
Ferrofluid na skle. Pod sklem je magnet a kapalina se uspořádává podél jeho magnetických siločar.

Ferrofluid (méně často ferrokapalina) je tekutá suspenze z magnetických nanočástic (méně než 10 nm), povrchově aktivní látky (surfaktantu) a rozpouštědla (například oleje), magnetickou složkou je většinou hematit nebo magnetit.
Ferrofluid upoutává pozornost svými reakcemi na magnetické pole. Lze jej například přimět, aby tekl do kopce. Poblíž magnetického pólu magnetu se na hladině objeví hroty ve směru siločar. Lze jej použít k demonstracím tvarů magnetických polí při laboratorních pokusech, k detekci magnetického pole apod.

## Praktické využití
Ferrofluidy jsou vyráběny s různým složením pro různé účely použití:
- Mazivo – oproti běžným mazivům je možné ferrofluid udržet v místech, která mají být mazána, pomocí magnetického pole, čehož lze třeba využít u mazání a těsnění ložisek hřídelí.
- Pomoc při strojním obrábění – jelikož vede teplo, obdobně jako jiné podobné suspenze, lze jej použít jako chladicí a mazací suspenzi.
- Chlazení kmitacích cívek některých reproduktorů pro střední a vysoké kmitočty. Ferrofluid má tu vlastnost, že se dokáže udržet v mezeře mag. obvodu mezi kmitací cívkou a pólovými nástavci, takže je cívka intenzivně chlazena, a zároveň je tlumen její pohyb viskozitou kapaliny.
- Těsnění manipultorů u ultravakuových (UHV) aparatur

Ferrofluidy jsou však zatím poměrně drahé a jejich uplatnění v technické praxi (s výjimkou reproduktorů) není příliš rozšířeno.